# 小威利·帕克
小威利·帕克（英語：William Park Jr.，1864年2月4日—1925年5月22日），蘇格蘭職業高爾夫球手，曾兩度於英國高爾夫球公開賽奪冠，其父親老威利·帕克和叔父蒙哥·帕克都是知名的高爾夫球手。他在職業生涯後期專注高爾夫球場設計工作，成為首屈一指的高爾夫球場設計師。